# Éléna Piacentini
 (octobre 2013).
Si vous disposez d'ouvrages ou d'articles de référence ou si vous connaissez des sites web de qualité traitant du thème abordé ici, merci de compléter l'article en donnant les références utiles à sa vérifiabilité et en les liant à la section « Notes et références ».
Pour les articles homonymes, voir Piacentini.
Œuvres principales
- Carrières noires (2012)
- Le Cimetière des chimères (2013)
- Des forêts et des âmes (2014)

Éléna Piacentini est une auteur de polars française née en Corse le 5 novembre 1969.

## Biographie
Éléna Piacentini a passé toute son enfance et son adolescence en Corse, entre le maquis et les bras de sa grand-mère.
Ses études supérieures et sa vie professionnelle l'obligent à traverser la Méditerranée pour un périple toujours plus septentrional. Nice, puis la Normandie, Paris, et enfin Lille, où elle s'installe en 2003.
Elle propose en 2008 son premier roman policier, commencé deux ans plus tôt, aux éditions Ravet-Anceau: Un Corse à Lille. C'est le début de sa collaboration avec cet éditeur, et le livre connaît un succès immédiat. Un Corse à Lille présente son personnage fétiche, Pierre-Arsène Leoni, policier insulaire émigré dans le Nord en compagnie de sa grand-mère. Toute ressemblance avec l'auteur est la bienvenue.
Ce premier roman pose les bases de l'univers romanesque d'Éléna Piacentini : des intrigues tortueuses aux ramifications entremêlées ; une écriture d'une grande rigueur stylistique, au vocabulaire précis et choisi ; un art consommé de la description et de l'analyse de ses semblables.[non neutre]
Avec une régularité de métronome[non neutre], elle poursuit un temps les pérégrinations de son flic ténébreux chez Ravet-Anceau : Art brut sort en 2009, et Vendetta chez les Chtis en 2010.
En 2012 le quatrième opus des enquêtes de Leoni, Carrières noires, est édité chez l'éditeur parisien "Au-delà du raisonnable". La même année, elle participe au recueil caritatif Les auteurs du noir face à la différence, chez Jigal. Puis en collaboration avec Yves Godderis, chercheur au CNRS, elle écrit une nouvelle policière et scientifique dans le recueil Laboratoires du noirdans le cadre de l'association Novela.
La suite des aventures Pierre-Arsène Leoni sortie en 2013 et intitulée Le Cimetière des chimères, remporte en 2014 le prix Calibre 47 et le prix Soleil noir.
Des forêts et des âmes, sixième roman de la série, sort en juillet 2014, toujours aux éditions "Au-delà du raisonnable".

### Romans

#### Série Pierre-Arsène Leoni
1. Un Corse à Lille, Éditions Ravet-Anceau, 2008, 438 p. (ISBN 978-2-914657-50-1)
2. Art brut, Villeneuve-d'Ascq, Éditions Ravet-Anceau, 2009, 277 p. (ISBN 978-2-914657-84-6)
3. Vendetta chez les Chtis, Villeneuve-d'Ascq, Éditions Ravet-Anceau, 2010, 274 p. (ISBN 978-2-35973-098-2)
4. Carrières noires : roman, Paris, Au-delà du raisonnable, mai 2012, 362 p. (ISBN 978-2-919174-07-2)
5. Le Cimetière des chimères : roman, Paris, Au-delà du raisonnable, juin 2013, 336 p. (ISBN 978-2-919174-16-4)
6. Des forêts et des âmes : roman, Paris, Au-delà du raisonnable, juillet 2014, 385 p. (ISBN 978-2-919174-21-8)
7. Aux vents mauvais : roman, Paris/27-Mesnil-sur-l'Estrée, Au-delà du raisonnable, janvier 2017, 280 p. (ISBN 978-2-919174-27-0)

#### Autres romans
- Comme de longs échos, Paris, Fleuve noir, août 2017, 285 p. (ISBN 978-2-265-11649-8)
- Vaste comme la nuit, Paris/45-Malesherbes, Fleuve noir, août 2019, 312 p. (ISBN 978-2-265-14411-8)
- Les Silences d'Ogliano (2022)  (ISBN 978-2-330-16125-5)

### Recueils de nouvelles
- Les auteurs du noir face à la différence, Marseille, Jigal, février 2012, 207 p. (ISBN 978-2-914704-85-4)
- Laboratoires du noir, Portet-sur-Garonne, Nouvelles Éditions Loubatières, octobre 2012, 188 p. (ISBN 978-2-86266-682-2)
- Les sept petits nègres - L'Exquise Nouvelle saison 2, La Celle-Saint-Cloud, In Octavo, mars 2013, 216 p. (ISBN 978-2-84878-193-8)
- Irradié, Saint-Romain-de-Colbosc, L'Atelier Mosésu, juin 2014, 173 p. (ISBN 979-10-92100-32-7)

### Nouvelles (format numérique)
- Double casquette, SKA, janvier 2014, 11 p. (ISBN 979-10-234-0284-1, lire en ligne)
- La Bête noire, SKA, avril 2014 (ISBN 979-10-234-0321-3)

## Prix
- Prix Datura stramonium 2016[11]
- Prix de la Closerie des Lilas 2022 pour Les Silences d'Ogliano[12]